# Kerala Blasters Football Club 2019-2020
Questa voce raccoglie le informazioni riguardanti il Kerala Blasters nelle competizioni ufficiali della stagione 2019-2020.

## Organico

### Rosa
| N. |                    | Ruolo | Calciatore               |
| -- | ------------------ | ----- | ------------------------ |
| 1  | India (bandiera)   | P     | Bilal Khan               |
| 2  | India (bandiera)   | D     | Mohammad Rakip           |
| 5  | India (bandiera)   | D     | Raju Gaikwad             |
| 6  | Spagna (bandiera)  | C     | Mario Arqués             |
| 7  | Senegal (bandiera) | C     | Moustapha Gning          |
| 8  | India (bandiera)   | C     | Seityasen Singh          |
| 10 | Nigeria (bandiera) | A     | Bartholomew Ogbeche      |
| 11 | India (bandiera)   | C     | Prasanth Karuthadathkuni |
| 13 | India (bandiera)   | P     | Rehenesh TP              |
| 14 | India (bandiera)   | D     | Jessel Carneiro          |
| 15 | India (bandiera)   | C     | Darren Caldeira          |
| 17 | India (bandiera)   | C     | Rahul Kannoly Praveen    |
| 18 | India (bandiera)   | C     | Sahal Abdul Samad        |
| 19 | India (bandiera)   | A     | Holicharan Narzary       |
| 20 | India (bandiera)   | A     | Mohammed Rafi            |

| N. |                               | Ruolo | Calciatore         |
| -- | ----------------------------- | ----- | ------------------ |
| 21 | India (bandiera)              | D     | Sandesh Jhingan    |
| 22 | Spagna (bandiera)             | C     | Sergio Cidoncha    |
| 23 | India (bandiera)              | D     | Pritam Kumar Singh |
| 24 | India (bandiera)              | D     | Abdul Hakku        |
| 27 | India (bandiera)              | C     | Samuel Lalmuanpuia |
| 28 | Camerun (bandiera)            | A     | Raphaël Bouli      |
| 33 | Macedonia del Nord (bandiera) | D     | Vlatko Drobarov    |
| 39 | India (bandiera)              | D     | Lalruatthara       |
| 42 | India (bandiera)              | P     | Shibinraj Kunniyil |
| 51 | Paesi Bassi (bandiera)        | D     | Gianni Zuiverloon  |
| 55 | India (bandiera)              | C     | Jeakson Singh      |
|    | India (bandiera)              | C     | Arjun Jayaraj      |
|    | India (bandiera)              | C     | Zayed bin Waleed   |
|    | India (bandiera)              | A     | Baoringdao Bodo    |
|    | India (bandiera)              | A     | Suraj Rawat        |

### Staff tecnico
- Eelco Schattorie - Allenatore
- Ishfaq Ahmed - Vice allenatore
- Pappachan Pradeep - Player scout

## Calciomercato
| Acquisti | Acquisti                 | Acquisti        | Acquisti      |
| R.       | Nome                     | da              | Modalità      |
| -------- | ------------------------ | --------------- | ------------- |
| P        | Bilal Khan               | Pune City       | Definitivo    |
| P        | Rehenesh TP              | NorthEast Utd   | Definitivo    |
| P        | Shibinraj Kunniyil       | Gokulam Kerala  | Definitivo    |
| D        | Jessel Carneiro          | Dempo           | Definitivo    |
| D        | Mohammad Rakip           |                 |               |
| D        | Sandesh Jhingan          |                 |               |
| D        | Pritam Kumar Singh       |                 |               |
| D        | Abdul Nediyodath         |                 |               |
| D        | Gianni Zuiverloon        | Delhi Dynamos   | Definitivo    |
| D        | Lalruatthara             |                 |               |
| C        | Seityasen Singh          | NorthEast Utd   | Definitivo    |
| C        | Mario Arqués             | Jamshedpur      | Definitivo    |
| C        | Moustapha Gning          | Ejea            | Definitivo    |
| C        | Rahul Kannoly Praveen    | Indian Arrows   | Definitivo    |
| C        | Darren Caldeira          | Mohun Bagan     | Definitivo    |
| C        | Prasanth Karuthadathkuni |                 |               |
| C        | Zayed bin Waleed         |                 |               |
| C        | Sergio Cidoncha          | Jamshedpur      | Definitivo    |
| C        | Samuel Lalmuanpuia       | Shillong Lajong | Definitivo    |
| C        | Jeakson Singh            | Indian Arrows   | Fine prestito |
| C        | Arjun Jayaraj            | Gokulam Kerala  | Definitivo    |
| A        | Mohammed Rafi            | Chennaiyin      | Definitivo    |
| A        | Halicharan Narzary       | Chennaiyin      | Fine prestito |
| A        | Bartholomew Ogbeche      | NorthEast Utd   | Definitivo    |
| A        | Raphaël Messi Bouli      | Foolad          | Definitivo    |
| A        | Baoringdao Bodo          | Chennaiyin      | Definitivo    |
| A        | Suraj Rawat              |                 |               |

| Cessioni | Cessioni            | Cessioni       | Cessioni   |
| R.       | Nome                | a              | Modalità   |
| -------- | ------------------- | -------------- | ---------- |
| C        | Nongdamba Naorem    | Mohun Bagan    | Prestito   |
| A        | Matej Poplatnik     | Kaposvár       | Prestito   |
| A        | Shaiborlang Kharpan | Ozone          | Prestito   |
| A        | Jithin MS           | Gokulam Kerala | Definitivo |

### Mercato invernale
| Acquisti | Acquisti        | Acquisti | Acquisti   |
| R.       | Nome            | da       | Modalità   |
| -------- | --------------- | -------- | ---------- |
| D        | Vlatko Drobarov |          | Svincolato |

| Cessioni | Cessioni        | Cessioni        | Cessioni    |
| R.       | Nome            | a               | Modalità    |
| -------- | --------------- | --------------- | ----------- |
| D        | Jairo Rodrigues | Kerala Blasters | Fuori lista |

## Risultati

### Indian Super League
| Arbitro: | C. Srikrishna |

|                                |           |                |
| Bartholomew Ogbeche 30’ (Rig.) | Marcatori | 6’ Carl McHugh |

| Arbitro: | A. Meetei |

|  |           |                    |
|  | Marcatori | 82’ Amine Chermiti |

| Arbitro: | Ramachandra V. |

|                                           |           |                           |
| Marko Stanković 54’ (Rig.) Marcelinho 81’ | Marcatori | 34’ Rahul Kannoly Praveen |

| Kochi 8 novembre 2019, ore 19:00 UTC+5:30 4ª giornata | Kerala Blasters | 0 – 0 referto | Odisha | Jawaharlal Nehru Stadium (Kochi) (20 107 spett.)\| Arbitro: \| C. Srikrishna \| |
| Arbitro:                                              | C. Srikrishna   |               |        |                                                                                 |

| Arbitro: | Bakshi R. |

|                   |           |  |
| Sunil Chhetri 56’ | Marcatori |  |

| Arbitro: | Crystal J. |

|                                      |           |                                         |
| Sergio Cidoncha 2’ Raphaël Bouli 59’ | Marcatori | 41’ Mourtada Fall 90+3’ Lenny Rodrigues |

| Arbitro: | Meetei A. |

|                    |           |                   |
| Amine Chermiti 77’ | Marcatori | 75’ Raphaël Bouli |

| Arbitro: | Al Khudair T. |

|                               |           |                                  |
| Raphaël Bouli 75’, 87’ (Rig.) | Marcatori | 38’ (Rig.) Piti 71’ C.K. Vineeth |

| Arbitro: | Thakur O. P. |

|                                                                 |           |                         |
| André Schembri 4’ Lallianzuala Chhangte 32’ Nerijus Valskis 40’ | Marcatori | 15’ Bartholomew Ogbeche |

| Arbitro: | Gupta R. |

|                                |           |                         |
| Bartholomew Ogbeche 43’ (Rig.) | Marcatori | 50’ (Rig.) Asamoah Gyan |

| Arbitro: | Crystal J. |

|                                                                                        |           |          |
| Bartholomew Ogbeche 33’, 75’ Vlatko Drobarov 39’ Raphaël Bouli 45’ Seityasen Singh 60’ | Marcatori | 15’ Bobô |

| Arbitro: | Meetei A. |

|  |           |                        |
|  | Marcatori | 70’ Holicharan Narzary |

| Arbitro: | Crystal J. |

|                                                                        |           |                                           |
| 39’ Noé Acosta 72’ (Rig.) Sergio Castel 87’ (A.g.) Bartholomew Ogbeche | Marcatori | Raphaël Bouli 11’ Bartholomew Ogbeche 56’ |

| Arbitro: | Meitei A. |

|                                              |           |                                           |
| Hugo Boumous 26’, 83’ Jackichand Singh 45+1’ | Marcatori | 53’ Raphaël Bouli 69’ Bartholomew Ogbeche |

| Arbitro: | Bora U. |

|                                               |           |                                                                                        |
| Bartholomew Ogbeche 48’, 65’ Raju Gaikwad 76’ | Marcatori | 40’, 45+2’ Rafael Crivellaro 45’, 90+2’ Nerijus Valskis 59’, 80’ Lallianzuala Chhangte |

| Guwahati 7 febbraio 2020, ore 19:00 UTC+5:30 16ª giornata | NorthEast Utd | 0 – 0 referto | Kerala Blasters | Indira Gandhi Athletic Stadium\| Arbitro: \| Bakshi R. \| |
| Arbitro:                                                  | Bakshi R.     |               |                 |                                                           |

| Arbitro: | Meitei A. |

|                                       |           |                   |
| Bartholomew Ogbeche 45+3’, 72’ (Rig.) | Marcatori | 16’ Deshorn Brown |

| Arbitro: | Nagvenkar T. |

|                                                         |           |                                                                               |
| Manuel Onwu 1’, 36’, 51’ Martín Pérez Guedes 44’ (Rig.) | Marcatori | 6’ (A.g.) Narayan Das 28’ Raphaël Bouli 82’ (Rig.), Rig.’ Bartholomew Ogbeche |

### Andamento in campionato
| Giornata  | 1 | 2 | 3 | 4 | 5 | 6 | 7 | 8 | 9 | 10 | 11 | 12 | 13 | 14 | 15 | 16 | 17 | 18 |
| --------- | - | - | - | - | - | - | - | - | - | -- | -- | -- | -- | -- | -- | -- | -- | -- |
| Luogo     | C | C | T | C | T | C | T | C | T | C  | C  | T  | T  | T  | C  | T  | C  | T  |
| Risultato | V | P | P | N | P | P | N | N | P | N  | V  | V  | P  | P  | P  | N  | V  | N  |
| Posizione | 2 | 6 | 7 | 7 | 8 | 8 | 8 | 9 | 9 | 9  | 8  | 8  | 8  | 8  | 8  | 8  | 7  | 7  |

Legenda:

Luogo: C = Casa; T = Trasferta. Risultato: V = Vittoria; N = Pareggio; P = Sconfitta.